# Jerry Miller (musicien)
Pour les articles homonymes, voir Jerry Miller et Miller.
Jerry Miller, né le 10 juillet 1943 à Tacoma dans l'État de Washington et mort dans la même ville le 20 juillet 2024, est un auteur-compositeur, guitariste et chanteur américain. En 2003, il est classé en 68e position dans la liste des 100 plus grands guitaristes de tous les temps selon le magazine Rolling Stone.

## Discographie en solo
- Now I See (1993)
- Life Is Like That (1995 ; Jerry Miller Band)
- Live At Cole's (1998 ; Jerry Miller & Co.)